# 大分市立エスペランサ・コレジオ
大分市立エスペランサ・コレジオ（おおいたしりつエスペランサ・コレジオ）は、大分県大分市東鶴崎にある生涯学習施設（各種学校）である。

## 概要
昼間働いている39歳以下の青少年を主な対象とし、夜間に資格取得や趣味のための生涯教育を行う施設である。定員に空きがある場合は39歳まで入学可能。ポルトガル語で、エスペランサ（esperanza）は「希望」、コレジオ（collegio）は「学校」を意味する。
電気、簿記、和洋裁、調理、服飾ソーイング、宅建、社労士、エクセル、TOEIC、CAD、FP技能士、インテリアコーディネーター、陶芸、ヨガ、書道、着付、いけばな等の講座が開設されている。授業時間は、原則として19:00 - 21:00（ただし、調理は18:00-21:00）。
- 郵便番号：870-0103
- 所在地：大分県大分市東鶴崎1丁目1番5号